# Пингелап
Пингелап — атолл в Тихом океане, часть штата Понпеи Федеративных Штатов Микронезии, состоящий из трех островов: острова Пингелап, Сукору и Даекае, соединенных рифовой системой и окружающих центральную лагуну, Обитаем только остров Пингелап.
Весь атолл имеет площадь земли 1,8 км² во время прилива и составляет менее 4 км в самом широком месте.
На атолле есть свой собственный язык, пингелапский, на котором говорит большинство из 250 жителей атолла.
Остров примечателен тем, что значительная часть его жителей страдает полной цветовой слепотой. Это связывают с эффектом бутылочного горлышка: после катастрофического тайфуна 1775 года и последовавшего за ним голода на острове выжило лишь около 20 человек, а один из них был носителем соответствующего гена.